# أسبالتا
أسبالتا هو ملك نوبي أو كوشي حكم عام 600 ق.م وتوفي عام 580 ق.م وهو ابن الملك سنكامانسكن وخلف أخيه انلماني فور وفاته. وهو من أكثر الملوك الكوشيين الذين تم التعرف علي نظام حكمهم، عن طريق العديد من اللوحات التذكارية التي عثر عليها لاحقاً، والتي نحت عليها نظام حكمه. ووفقاً لهذه النقوش فأن الملك أسبالتا تم اختياره ملكاً من قبل لجنة مؤلفة من أربعة وعشرون شخصاً من رجال الدين والقادة العسكريين.
ورغم ذلك تروي مسلة أخري عثر عليها ويحتمل أن تكون من عهد الملك أسبالتا قصة إعدام مجموعة من الكهنة بتهمة التآمر علي الملك في عام 592 ق.م .
في 591 قبل الميلاد، حاول أسبالتا غزو مصر التي أصبحت تحت حكم الأسرة السادسة والعشرين إلا أنه هزم، وتبع ذلك تعرض مملكة كوش لغزو أطلقه الفرعون بسماتيك الثاني. مما أدى لنهب مدينة نبتة كما يعتقد بعض المؤرخين؛ وذلك ما دفع الملك أسبالتا لتغيير عاصمته إلي مدينة مروي الأكثر أمناً، والمتمتعة بموقع استراتيجي وموارد طبيعية كبيرة خاصة الحديد والذهب.
ويقع هرم الملك أسبالتا في مدينة نوري وهو ثاني أكبر هرم في السودان بعد هرم طهارقة. وقد تم تنقيبه في العام 1916 م بواسطة العالم الأمريكي جورج اندرو ريزنر. وعثر في هرم وقصر الملك أسبالتا وقصر اخيه الملك انلماني علي العديد من المقتنيات التي تعرض حالياً في متحف الفنون الجميلة ببوسطن في الولايات المتحدة.
وقد عرف بعدة أسماء منها:
الاسم الحورسي: نفرو خا ويعني: ذو المظهر الحسن.
الاسم النبتي: نفرو خا ويعني: ذو المظهر الحسن.
الاسم الذهبي لحورس: يوسرب ويعني: ذو القلب القوي.
الاسم قبل التنصيب: ميري كر: ويعني: محبوب كا.

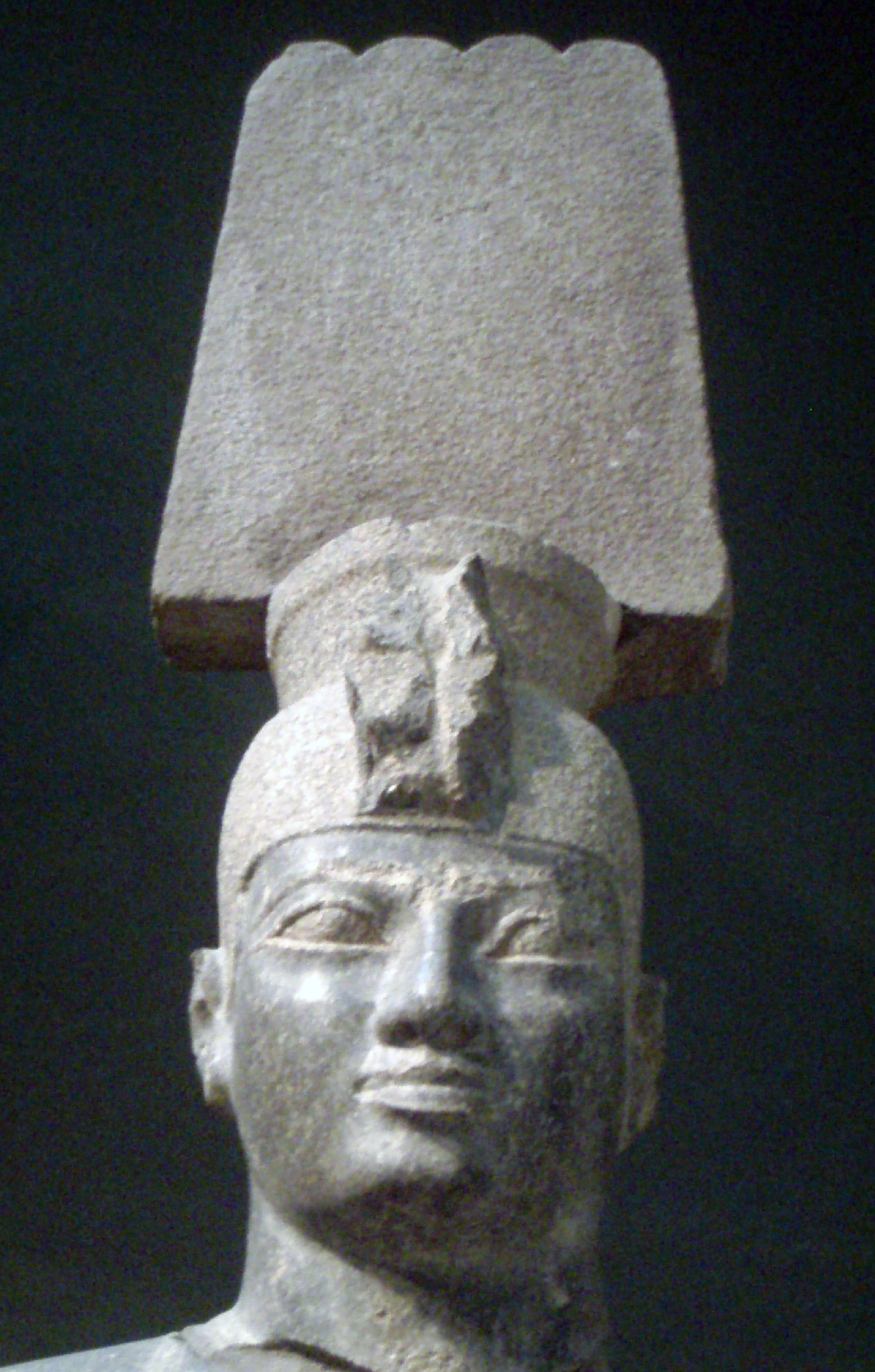
تمثال أسبالتا
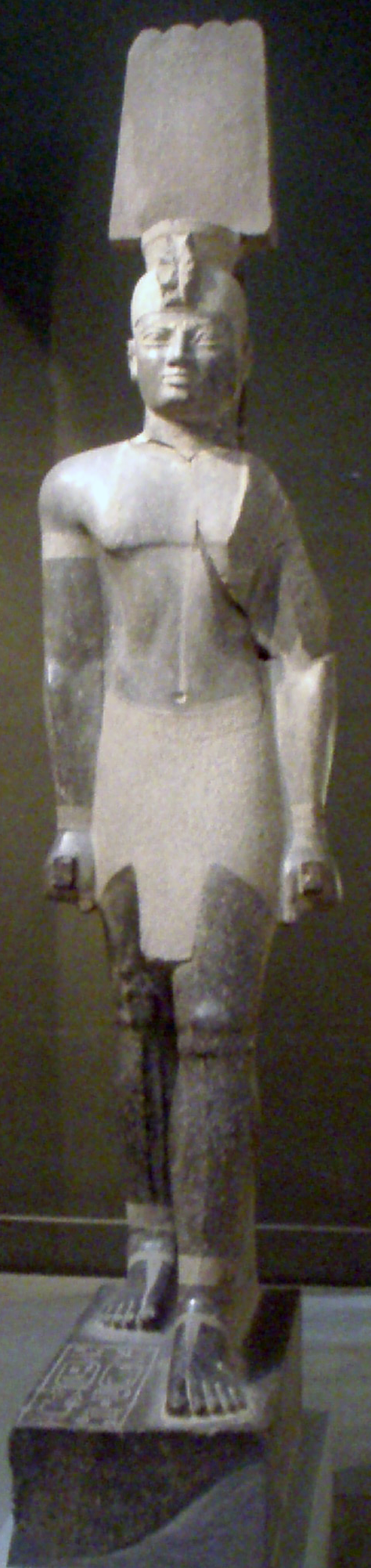
تمثال أسبالتا من جبل البركل
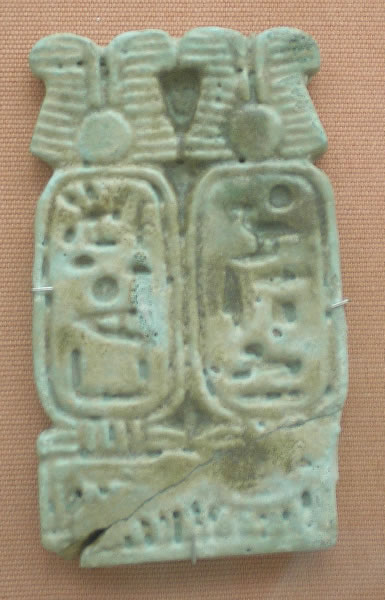
خرطوش الملك أسبالتا

## بالهيروغليفية
| i | z · p | rw · tA |

| i | z · p | rw · tA |

| سبقه: انلماني | قائمة ملوك كوش | خلفه: ارامتل كو |